# Гулиев, Низами Юсиф оглы
Низами Юсиф оглы Гулиев (азерб. Nizami Yusif oğlu Quliyev; 17 августа 1956 году, Кедабек, Азербайджанская ССР — 1 ноября 2017 год, Баку) — государственный и политический деятель. Депутат Милли меджлиса Азербайджанской Республики I и II созывов.

## Биография
Родился Низами Гулиев 17 августа 1956 году в городе Кедебеке, ныне Кедебекского района, Республики Азербайджан. Получил высшее образование, обучившись на историческом факультете в Гянджинском государственном педагогическом институте. В совершенстве владеет русским языком. До 2008 года был членом Партии "Народного фронта Азербайджана" (ПНФА), с 2008 года до своей смерти членом партии "Айдынлар". Длительное время работал в руководящих органах партии "Народного фронта Азербайджана".
На парламентских выборах, состоявшихся 4 февраля 1996 года, Низами Гулиев, кандидат от Партии Народного фронта Азербайджана (ПНФА), был избран депутатом Милли Меджлиса I созыва по Кедабекскому округу № 73. С 4 февраля 1996 года Низами Гулиев стал членом постоянной комиссии Милли Меджлиса по вопросам местного самоуправления и рабочей группы по межпарламентским связям между Азербайджаном и Данией. 
Затем на парламентских выборах, состоявшихся 5 ноября 2000 года, кандидат от Партии Народного фронта Азербайджана (ПНФА) Низами Гулиев был вновь избран депутатом Милли Меджлиса II созыва по 73-му Кедабекскому округу. С 12 ноября 2000 года стал членом постоянной комиссии Милли Меджлиса по региональным вопросам и рабочей группы по азербайджано-словенским межпарламентским связям. 
В 2008 году вышел из числа членов Партии Народного фронта Азербайджана (ПНФА) и присоединился к партии "Айдынлар", созданной под руководством Гуламгусейна Алибейли. Являлся председателем Верховного меджлиса партии "Айдынлар".
Умер 1 ноября 2017 года в городе Баку.
Низами Гулиев был женат, у него трое детей.